# Marcus Willis
Marcus Willis (ur. 9 października 1990 w Slough) – brytyjski tenisista.

## Kariera tenisowa
Zawodowym tenisistą został w 2007 roku.
Największym osiągnięciem Brytyjczyka jest 2. runda wielkoszlemowego Wimbledonu 2016. Grający w eliminacjach z dziką kartą Willis, pokonał kolejno Yūichi Sugitę, Andrieja Rublowa i Daniiła Miedwiediewa, awansując tym samym do turnieju głównego.
W 1. rundzie zwyciężył wynikiem 6:3, 6:3, 6:4 ze sklasyfikowanym ponad 700 miejsc rankingowych wyżej Ričardasem Berankisem. W kolejnej rundzie uległ 0:6, 3:6, 4:6 Rogerowi Federerowi.
W 2017, ponownie występując z dziką kartą w eliminacjach, przegrał w decydującej rundzie z Illą Marczenko w trzech setach.
W turnieju gry podwójnej, wraz z Jayem Clarkiem osiągnął 3. rundę, co jest jego najlepszym osiągnięciem w grze deblowej.